# Мериптах
Мериптах (*XIV ст. до н. е. ) — давньоєгипетський політичний діяч XVIII династії, верховний жрець Амона у Фівах за володарювання фараона Аменхотепа III.

## Життєпис
Про походження нічого невідомо. Зробив кар'єру за часи фараона Аменхотепа III. Тривалий час був Першим пророком Амона. Мериптах був найближчим помічником верховного жерця Птахмоса, опікувався переважно релігійними питаннями, оскільки Птахмос як чаті (візир) був зайнятий державними справами.
На 20 рік правління Аменхотепа III (близько 1378—1371 року до н. е.) після смерті Птахмоса стає новим верховним жерцем Амона. Продовжив політику попередних очільників фіванського жрецтва, збільшивши статки. Помер між 1355 та 1353 роками до н. е., до смерті фараона. Останнім верховним жерцем за правління Аменхотепа III стає Май.
Мериптаха поховано в некрополі Шейх Абд ель-Курна, який знайдено у XIX ст., але згодом поховання було втрачене. Тому про нього недостатньо відомостей.